# 漆谷警察署
漆谷警察署（チルゴクけいさつしょ）は、慶北地方警察庁所管の警察署である。

## 管轄区域
- 漆谷郡

## 沿革
- 1945年10月21日 - 国立警察発足。倭館警察署として開署
- 1949年2月23日 - 漆谷警察署に改称
- 1978年3月22日 - 漆谷郡仁同面を亀尾市に編入したことに伴い、仁同支署を亀尾警察署に移管
- 1981年7月1日 - 漆谷郡漆谷邑を大邱直轄市に編入したことに伴い、漆谷支署を大邱北部警察署に移管
- 2003年6月24日 - 現在の庁舎が完成

## 組織
- 警務課
- 生活安全課
- 警備交通課
- 捜査課
- 情報保安課

## 管轄派出所
- 倭館派出所
- 架山派出所
- 東明派出所
- 北三派出所
- 石積派出所
- 若木派出所
- 枝川派出所